# Уилсон, Джина
Джина Уилсон (англ. Gina Wilson; род. 1952, Виктория, Австралия) — австралийская интерсекс-активистка. Она стала основательницей правозащитной организации Intersex Human Rights Australia (ранее называвшейся OII Australia).

## Правозащитная деятельность
В 2009 году Джина Уилсон основала Intersex Human Rights Australia и оставалась президентом организации до ухода в отставку 1 сентября 2013 года. Ее сменил Морган Карпентер, а она заняла место вице-президента. Джина также была членом правления Национального альянса здоровья ЛГБТИ, членом правления Совета по СПИДу Нового Южного Уэльса  и руководителем филиала австралийской лейбористской партии в Новом Южном Уэльсе и Лидкомбе. В своей работе в Intersex Human Rights Australia Джина Уилсон сыграла важную роль в улучшении системы здравоохранения для интерсекс-людей, включении интерсекс-людей в антидискриминационное законодательство и систему ухода за престарелыми.

### Антидискриминационное законодательство
Уилсон сыграла ведущую роль в защите интерсекс-людей в законе о борьбе с дискриминацией, выступая перед Сенатом. В интервью Sydney Morning Herald Уилсон рассказала о том, что первоначальные предложения касательно внесения интерсекс-людей в федеральное законодательство были некорректными, поскольку классифицировали интерсекс как гендерную идентичность. В результате чего сенат Австралии в ходе рассмотрения законодательства о борьбе с дискриминацией поддержал подход предлагаемый интерсекс-активистами, и "интерсекс-статус" был добавлен в Закон 2013 года о поправке к половой дискриминации (сексуальная ориентация, гендерная идентичность и интерсекс-статус). Закон вступил в силу 1 августа 2013 года.

### Телесная автономия
Уилсон призвала к прекращению «нормализующих» операций на интерсекс-младенцах, заявив, что такие вмешательства должны проводиться только тогда, когда ребенок может дать информированное согласие. В обращении по поводу Дня интерсекс-людей в 2012 году, Уилсон сказала: «На фундаментальном уровне гомофобный фанатизм, нетерпимость и древние суеверия лежат в основе современного жестокого обращения с интерсекс-людьми. Интерсекс-люди подвергаются принудительным гендерным и хирургическим изменениям, чтобы «стереть» наши различия для общества, которое считает различие в анатомии пола глубоко неправильными». В беседе с Эндрю Боком в журнале «The Age» Уилсон выразила озабоченность по поводу использования пренатального скрининга для прекращения беременности в случае обнаружения плода с интерсекс-признаками.

### Психическое здоровье и доступ к здравоохранению
В 2013 году Уилсон сыграла важную роль в усилиях по улучшению доступа к услугам Medicare (Australia) (государственной программы всеобщего медицинского страхования в Австралии) для интерсекс-людей. Организация также призвала исключить интерсекс-людей из определений расстройства гендерной идентичности в диагностическом руководстве Американской психиатрической ассоциации, заявив: «Предполагается, что выбранный врачом пол при рождении ребенка должно быть правильным. Врач никогда не виноват. Виноват оказывается интерсекс-человек, которого потом заставляют посещать психиатра, чтобы "исправить" его».

### Третий гендерный маркер в документах
Одобряя в целом политику государства по признанию гендера, Уилсон выразила озабоченность по поводу искажения интерсекс-проблем некоторыми транс-инициативами, в том числе использование ими интерсекс-людей в попытках создать третью гендерную категорию. Уилсон предупредила о «далеко идущих непредвиденных последствиях».

## Выборочная библиография
Избранные опубликованные работы включают:
- Gina Wilson. Testimony of an Intersex Person (англ.) // Equal Rights Trust. — 2013.
- Gina Wilson. The 14 days of intersex (англ.) // Star Observer. — 2011.

## Деятельность
- В 2012 году стала одной из героинь в документальном фильме «Intersexion».
- В 2012 году приняла участие в национальной кампании Beyond Blue под названием «Stop, Think, Respect»[26].
- В 2010 выступила на TEDx в Сиднее[27].

## Признание
В 2013 году Уилсон стала финалистом индивидуальной премии сообщества Австралийской комиссии по правам человека. Комиссия описывает эту награду как одну из «двух наиболее активно оспариваемых категорий на Премии Австралии в области прав человека 2013 года».
В 2011 году Уилсон также была номинирована на премию «Community Hero "Honour Award"».